# .ooo
El .ooo, escrit també .OOO i anomenat triple O, és un domini de primer nivell d'ús genèric gestionat per Infibeam. Està adaptat per a mòbils.
Infibeam va rebre una llicència d'ICANN per crear el domini, que l'ofereixen registradors de països com Austràlia, l'Índia, el Canadà, Alemanya, els Estats Units, Luxemburg, Dinamarca, el Regne Unit, França, la Xina, Singapur o Turquia.
El gener del 2015, l'empresa de recerca d'Internet Netcraft va informar de la tendència de creixement del domini, que ja tenia milers de llocs web registrats.